# グランド・セフト・オートシリーズの世界における年表
グランド・セフト・オートシリーズの世界における年表（グランド・セフト・オートシリーズのせかいにおけるねんぴょう）では、『グランド・セフト・オートシリーズ』における架空の出来事を年表形式に掲載する。この世界の出来事は現実の時間軸に沿って展開する設定になっており、以下の年代表記は西暦である。

## 凡例
原則として『グランド・セフト・オートシリーズ』のうち、GTAIIIシリーズ（『GTAIII』から『GTA:VCS』）と、世界観を一新した『GTAIV』と世界観が同じ『GTAV』、これらの作中の設定に基づく出来事について列挙する。
『GTAV』のオンラインモード「GTAオンライン」に関しては、明確に年代が分かるもののみ明記する。なお、本編最終エンドはオンラインでのカジノミッションにおけるタオ・チェンの発言及び本編の数年後を描いたオンラインの「契約アップデート」のフランクリンの発言によりプランCを正史とする。
各作品の主人公は太字で掲載する。

## 3Dユニバース

### 1930年代
1935年
エイブリー・キャリントン生まれる。

### 1940年代
1940年
テレビ番組「ジョージ・ムアヘッド」放送開始。

### 1950年代
1951年
トミー・ベルセッティ生まれる。
1953年
ケン・ローゼンバーグ生まれる。
フランシス国際空港が完成する。
1954年
ランス・ヴァンス生まれる。

### 1970年代
1971年
ハーウッド事件発生。この事件をきっかけにトミー・ベルセッティが警察に逮捕される（GTA:VC）。
1978年
リカルド・ディアス、移民許可局に賄賂を送ってグリーンカードを手に入れる（GTA:VC）。
ケン・ローゼンバーグ、北部のマフィアと友人関係を築く（GTA:VC）。

### 1980年代
1984年
ヴィクター・ヴァンス、ジェリー・マルチネス軍曹によって除隊させられる。この事件がきっかけになり、ヴィクターは裏社会へと足を踏み入れることになる（GTA:VCSメインストーリー）。
1986年
トミー・ベルセッティ、ソニー・フォレッリの命を受けてバイスシティで麻薬交渉を行うも襲撃に会い、交渉相手のヴィクター・ヴァンスが死亡、トミーは何とか生還するも金と麻薬を失う。その後、トミーは数々の事件を解決するうちにソニーと対立、決戦を始める（GTA:VCメインストーリー）。
1987年
カール・ジョンソンの弟、ブライアン・ジョンソンが殺害される。この事件をきっかけにカールはリバティーシティへ逃避する（GTA:SA）。

### 1990年代
1991年
アスカ・カサイ、リバティーシティへ移住（GTAIII）。
1992年
カール・ジョンソンの母、ビバリーがバラスによって殺害される。この事件をきっかけにカールはサンアンドレアスへ戻るも汚職警官テンペニーによる警官殺しの濡れ衣、更には自分が所属するギャンググループ「グローブストリート・ファミリーズ」のメンバー、ライダーとビッグ・スモークの裏切りに合い、テンペニーによって逆にロスサントスから追い出される。しかし、トゥルースやマイク・トレノなどの協力もあってロスサントスへ戻り、その後テンペニーを破滅へと追い込む（GTA:SAメインストーリー）。
1996年
ケンジ・カサイ、リバティーシティへ移住（GTAIII）。
1998年
3月5日、2000年問題が取り上げられる。
3月6日、マイバツがバイク全面禁止を提唱する。
5月7日以降、トニー・シプリアーニがリバティーシティに帰ってくる（GTA:LCSメインストーリー）。

### 2000年代
2000年
マイク、マフィアの抗争に巻き込まれる（GTA:Advメインストーリー）。
2001年
4月、クロード・スピード、カタリーナの裏切りにあい、負傷する。その後刑務所に送還される際、エイトボールによって助けられ、カタリーナを殺害すべくリバティーシティで暗躍する（GTAIIIメインストーリー）。
7月4日、クロード・スピードがカタリーナを殺害、マリアとともにどこかへ旅立つ（GTAIIIメインストーリー）。

## HDユニバース

### 1600年代
1609年
ホレイショ・フンボルトが後のリバティーシティを開拓する（GTAIV）。
1625年
ロウアー・アルゴンキンにオランダの交易所が設けられる。その後一気に麻薬と不正の巣窟となる（GTAIV）。
1664年
イギリスがオランダに対して資金援助を行う見返りとして、土地の権限がイギリスに移り、ニュー・ロッテルダムからリバティーシティとなる（GTAIV）。

### 1700年代
1783年
アメリカ独立戦争勃発。イギリスがリバティーシティの所有権を放棄する（GTAIV）。
1790年代
政府機能がリバティーシティから他都市へと移動する（GTAIV）。

### 1920年代
1923年
ジョン・グラヴェリ生まれる。

### 1950年代
1957年
デリック・マクレリー、ジミー・ペゴリーノ生まれる。

### 1960年代
1962年
アーニー・アーノルド、デビン・ウェストン生まれる。
1963年
フランシス・マクレリー、ミカイル・ファウスティン生まれる。
1968年
マイケル・デサンタ生まれる。

### 1970年代
1971年
ビリー・グレイ生まれる。
1974年
ジョナサン・クレビッツ生まれる。
1975年
スティーブ・ヘインズ生まれる。
1977年
ローマン・ベリック、テリー・ソープ生まれる。
1978年
ニコ・ベリック、フロリアン・クラヴィッチ(バーニー・クレイン)生まれる。
1979年
エイボン・ハーツ生まれる。

### 1980年代
1983年
ルイス・フェルナンド・ロペス生まれる。
18 WHEELER DEATH RACEが放送されていた（GTAV）。
1987年
ロスサントス・カスタムが創業する。
1988年
フランクリン・クリントン生まれる。
マイケル・デサンタ、カーサーシティの小さな銀行で初めて強盗を行う（GTAV）。

### 1990年代
1993年
ジミー・デサンタ誕生。
ドウェイン・フォージ、薬物取引の罪で逮捕される（GTAIV）。
1998年
ローマンがリバティーシティへ引っ越す。その後ローマンタクシーを創業する（GTAIV）。
ニコ・ベリック、ダルコ・ブレヴィッチ、フロリアン・クラヴィッチ(バーニー・クレイン)が ユーゴスラビア紛争に兵士として参加する。その後ニコが所属する15人の部隊が何者かの待ち伏せ攻撃によってほぼ全滅、ニコを含む3人が生き残る。その後、自分以外の2人の生き残りがこの事件を作った犯人として調査を始める（GTAIV）。

### 2000年代
2003年
トレバー・フィリップス、危険人物としてマークされる（GTAV）。
2004年
冬、マイケル・デサンタとトレバー・フィリップス、ブラッドリー・スナイダーらによるノースヤンクトン州・ルーデンドルフ銀行強盗発生。逃走中、警察の待ち伏せに逢い失敗する。手違いによりブラッドが死亡、マイケルはFIBと法的取引を行って非公式の証人保護プログラムを受ける（GTAV）。
サンアンドレアス・フライト訓練所が設立される（GTAV）。
2008年
ニコ・ベリック、裏切り者を見つけるべくリバティーシティへやってくる（GTAIVメインストーリー）。
ザ・ロストとデス・エンジェルズの抗争が激化する（GTAIV:TLADメインストーリー）。
ルイス・フェルナンド・ロペス、呪いのダイアモンド事件に巻き込まれる（GTA:TBoGTメインストーリー）。

### 2010年代
2013年（メインストーリー3ヶ月前）
GTAオンライン主人公、ロスサントスにやって来る（GTAV）。
2013年
マイケル・デサンタ、マーティンの豪邸を誤って倒壊させてしまい、多額の借金を負った影響で再び銀行強盗などを行う。その後、マイケルとトレバー・フィリップスが再会を果たし、過去の清算を行う事になる（GTAVメインストーリー）。
ジョニー・クレビッツ、テリー・ソープ、クレイ・シモンズ、デビン・ウェストン、スティーブ・ヘインズがトレバー・フィリップスによって殺害される（GTAV）。
2017年（「銃器密造」アップデート）
エージェント14の発言による（GTAV）。
2018年（「ナイトライフ」アップデート）
DJ・ディクソンの発言による。
トニー・プリンス、ロスサントスにやって来る。
（実在人物）DJソロモン、テイル・オブ・アス、ディクソン、ザ・ブラック・マドンナがロスサントスでDJ活動を行う（GTAV）。

### 2020年代
2021年（「契約」アップデート）
本編から数年後、実業家として成功したフランクリンが登場。フランクリンの発言によりマイケル、トレバーの生存が確認された（GTAV）